# Ainudrilus gibsoni
Ainudrilus gibsoni är en ringmaskart som beskrevs av Erséus 1990. Ainudrilus gibsoni ingår i släktet Ainudrilus och familjen glattmaskar. Inga underarter finns listade i Catalogue of Life.